# Comadia redtenbacheri
Comadia redtenbacheri (Hammerschmidt, 1848) è un lepidottero appartenente alla famiglia Cossidae, diffuso in America Settentrionale e Centrale.
Le larve di questa specie sono conosciute in spagnolo come chilocuil, chinicuil, o tecol.

## Biologia
Le sue larve si nutrono di foglie succulente dell'Agave americana, anche se non sono considerati come una specie infestante, giacché sono stati tradizionalmente utilizzati come alimenti nella cucina messicana.

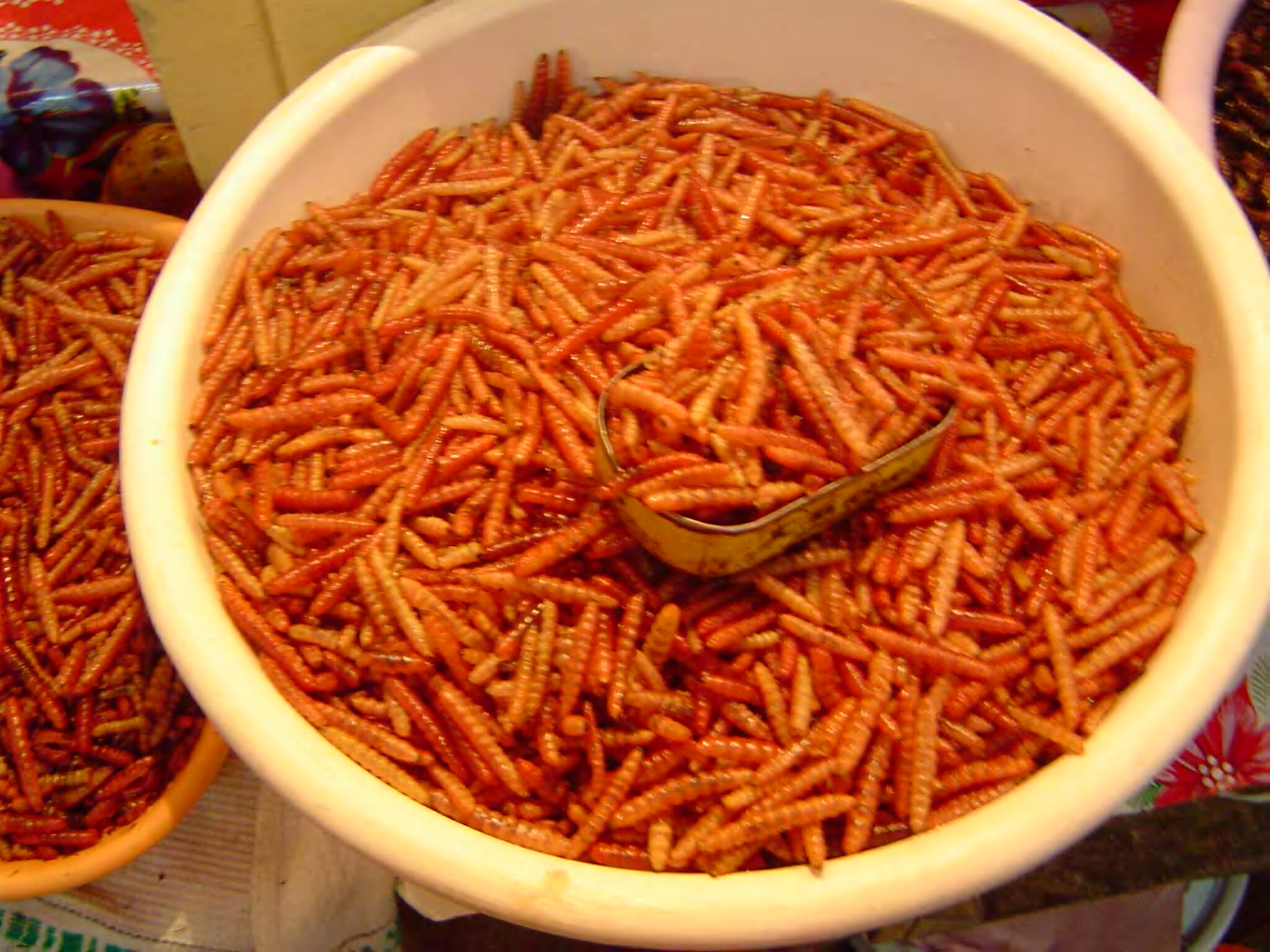
Piatto di chinicuiles (larve cotte di Comadia redtenbacheri) in un negozio di Tula, Hidalgo, Messico

## Nella cultura di massa
I bruchi rossi sono conosciuti anche come gusanos rojos, dando il loro nome al marchio popolare mescal; sono uno dei due tipi di "vermi" messi nelle bottiglie del mescal, dando un colore e sapore unico alla bevanda. Gli altri, quelli meno apprezzati, sono gli Scyphophorus acupunctatus.